# Tunesische Akademiker Gesellschaft
Die Tunesische Akademiker Gesellschaft e.V. (TAG) wurde im Jahr 1999 von tunesischen Studenten und Absolventen der Technischen Universität München ins Leben gerufen. Sie ist ein unabhängiger, apolitischer und nicht konfessionell gebundener Verein.
Ihre Mitglieder sind überwiegend Studenten, Doktoranden, Ingenieure und Führungskräfte, deren Ausbildung in den technisch orientierten Universitäten Deutschlands (TU München, TU Berlin, RWTH Aachen, TU Darmstadt, Universität Stuttgart, Universität Karlsruhe, Universität Erlangen-Nürnberg etc.) erfolgte und die in verschiedenen Bereichen der Wirtschaft aktiv sind, sei es in Tunesien, Deutschland, oder weltweit.

## Ziel
Zweck ist es, die Mitglieder und die tunesischen Studenten allgemein während des Studiums und in alltäglichen Angelegenheiten zu unterstützen. Zudem fördert die TAG Kontakte zwischen den Akademikern um dabei den Erfahrungsaustausch auszubauen. Durch diverse Veranstaltungen trägt sie zur Integration der tunesischen Studierenden und Absolventen in die deutsche Gesellschaft bei.
Außerdem knüpft der Verein Kontakte zwischen Unternehmen und Akademikern, und versucht, ihnen den Einstieg ins Berufsleben möglichst zu erleichtern.
In der Gesellschaft sind mehr als 130 Studenten, Doktoranden, Ingenieure und Führungskräfte tätig.

## Organisation
Die TAG ist in sieben Arbeitsgruppen organisiert:
- Die AG Öffentlichkeitsarbeit: vertritt den Verein nach außen, nimmt in seinem Namen an bedeutenden Veranstaltungen teil, und pflegt seine Beziehungen zu den verschiedenen Partnern. Sorgt auch dafür, neue Partnerschaften mit Unternehmen zu entwickeln und zu pflegen. Sie entwickelt das Firmennetzwerk des Vereins und überwacht die Bedürfnisse der Geschäftspartner. Sie sorgt ebenfalls für neue Sponsoring- und Zusammenarbeitsmöglichkeiten.
- Die AG Studentenbetreuung: befasst sich mit den Angelegenheiten eines Studenten, angefangen mit einer Erstsemester-Einführung bis hin zur Veranstaltung von fachlichen Symposien, zur Unterstützung bei Studien-/Diplomarbeiten und zur Job-Vermittlung. Darüber hinaus beteiligt sich diese Gruppe im Namen des Vereins an fachlichen technisch-orientierten Projekten.
- Die AG Kultur: hat sich als Ziel gesetzt, kulturelle Aktivitäten zu initiieren, um die Integration der tunesischen Mitglieder in die deutsche Gesellschaft zu fördern, und Tunesien bei der deutschen und internationalen Gemeinschaft bestens zu vertreten und vorzustellen.
- Die AG Sport: ist verantwortlich für die Organisation verschiedener sportlicher Veranstaltungen. Sie trägt zur Verstärkung der Beziehungen zwischen tunesischen Studenten überall in Deutschland bei, indem sie Wettkämpfe in zahlreichen Sportdisziplinen organisiert.
- Die AG IT: entwickelt und pflegt IT-technische Werkzeuge für den internen Betrieb der Arbeitsgruppen und fördert die Vereinspräsenz im Internet (Webseite des Vereins, soziale Netzwerke etc.). Sie organisiert auch Schulungen und Kurse in diversen Programmen und Tools für die Vereinsmitglieder.
- Die AG Mitgliederkommunikation: Diese Arbeitsgruppe kümmert sich um das Werben von neuen Vereinsmitgliedern bei Studierenden.
- Die AG Professionals: befasst sich mit Angelegenheiten der Absolventen.

## Vorstand
| Name              | Stelle                        |
| ----------------- | ----------------------------- |
| Haifa Beji        | Vorstandsvorsitzende          |
| Elyes Boulifi     | Stellv. Vorstandsvorsitzender |
| Hamza Saidi       | Schatzmeister                 |
| Oumaima Jebali    | Kultur                        |
| Khalil Messaoudi  | Öffentlichkeitsarbeit         |
| Wassim Boubaker   | Mitgliederkommunikation       |
| Amir Hamza        | Professionals                 |
| Aymen Messaoudi   | Studentenbetreuung            |
| Rim Kchouk        | Kultur                        |
| Yassine Ben Kamel | Sport                         |
| Ali Bibi          | IT                            |

## TAG Karriereforum
Seit 2008 organisiert der Verein für alle Akademiker in ehrenamtlicher Arbeit die jährliche Firmenkontaktmesse: Das TAG-Karriereforum. Mit der Teilnahme zahlreicher Firmen aus Tunesien und Deutschland und mehrerer Hundert Besucher über die letzten Auflagen, dient das TAG-Karriereforum der Vermittlung von High Potentials.